# Brett Davern
Brett Davern (Edmonds, Washington, 1983. március 16. –) amerikai színész, leghíresebb alakítása Jake Rosati karaktere a Kínos című sorozatban.

## Élete

### Származása, tanulmányai
Brett Davern a washingtonbeli Edmondsban született és nevelkedett, szerelme a színház és a színészkedés iránt a helyi Madrona általános iskolában kezdődött. Ezután az Edmonds-Woodway középiskolában folytatta tanulmányait, közben a Stagedoor Manor nevű színházi felkészítőközpontba, New Yorkba járt. A középiskola elvégzése után az American Musical and Dramatic Academyre iratkozott be, ez szintén New Yorkban található.

### Színészi pályája
Amíg New Yorkban élt és meghallgatásokra járt, megkapta első filmjének, a Beutiful Ohionak a főszerepét, egy William nevű karaktert alakított. Olyan sikeres színészekkel dolgozhatott együtt, mint William Hurt, Rita Wilson és Julianna Margulies, így aztán úgy döntött, hogy Los Angelesbe költözik. Ezután különböző sorozatokban játszott vendégszerepet, mint például a CSI: Miami helyszínelők, a Médium, az NCIS, a Célkeresztben és a Döglött akták.
2011 óta alakítja Jake Rosatit a Kínos című sorozatban. A sorozatot a generáció hangjának titulálták, és 2013-ban People Choice díjat nyert a legjobb kábeltelevíziós vígjáték kategóriában.
Ezek mellett szerepelt még a Pool Boys, a Born to Race: Fast Track, a Szeretet és köszönet, illetve a Stanford Prison Experiment című filmben.

## További információ
- Brett Davern a Facebookon
- Brett Davern a PORT.hu-n (magyarul)
- Brett Davern az Internetes Szinkronadatbázisban (magyarul)
- Brett Davern az Internet Movie Database-ben (angolul)
- Brett Davern a Rotten Tomatoeson (angolul)